# Gabriel Furlán
Nestor Gabriel Furlán (ur. 13 października 1964 roku w Ciudad Evita) – argentyński kierowca wyścigowy.

## Kariera
Furlán rozpoczął karierę w wyścigach samochodowych w 1985 roku od startów w Argentyńskiej Formule Renault, gdzie trzykrotnie stanął na podium. Z dorobkiem szesnastu punktów uplasował się na ósmej pozycji w klasyfikacji generalnej. Rok później w tej samej serii był już mistrzem. W późniejszych latach pojawiał się także w stawce Południowoamerykańskiej Formuły 3, Grand Prix Monako Formuły 3, Włoskiej Formuły 3, Formuły 3000, Formuły 3000 World Cup, TC2000 Argentina, Stock Car Brasil, Top Race V6 Argentina oraz TC2000 Copa Endurance Series Argentina.
W Formule 3000 Argentyńczyk wystartował w sezonie 1991 z włoską ekipą Junior Team. Uzbierany jeden punkt dał mu dziewiętnaste miejsce w końcowej klasyfikacji kierowców.